# Bésszoszok
A Bésszoszok (/ˈbɛsaɪ/; ógörögül: Βῆσσοι, Bēssoi vagy Βέσσοι, Béssoi) trák törzs volt, amely a történelmi Trákiában a Hebrosz felső völgyében és a Haemus és a Rodope hegyvonulat közötti területeken élt.

A Bessi (Bésszoszok) törzs regionális elhelyezkedése, a hegyekben és a Dii törzs északnyugati részén.

## Földrajzi Elhelyezkedésük
A Bésszosz törzs pontos földrajzi elhelyezkedése még mindig nem tisztázott. Hérodotosz  szerint a Bésszoszok a Satrae legmagasabb csúcsait  foglalták el  Délnyugat-Trákiában. Polübiosz azonban nem a hegyekbe hanem a Dentheleták és az Odrissziaiak közötti síkságra teszi őket. Sztrabón a Geographica című művében leírja, hogy a Besszoszok egy olyan vidéket laktak amely a Hébros forrása közelében kezdődött, és kiterjed egészen a Haemus és Rhodope hegyláncok közötti felföldekre, nyugatról pedig a Paeoniakkal és az Illír Autariatae és Dardán törzsekkel határosak. Sztrabón szerint a Bésszoszok az Odriaiakkal és a Szapaiakkal is határosak voltak. Vannak arra utaló jelek is, hogy a Bésszoszok  fokozatosan betelepültek a Hébros és a Tonsus közötti alföldre Philippopolis és a mai Pazardzsik közelében, következésképpen Beroe közelében kelet felé terjeszkedtek.
A régészeti és epigráfiai bizonyítékok fényében a modern tudósok számos elméletet fogalmaztak meg a Bésszoszokhoz kapcsolódó földek elhelyezkedéséről a római birodalom idején -akkoriban Bessica néven illetett terület -. Az első nagy paradigma, amelyet eredetileg Gavril Katsarov terjesztett elő, nagyrészt egybeesett az ókori beszámolókkal, bár később Georgi Mihailov kibővítette, hogy a Bésszoszok magjától keletre fekvő Philippopolisszal és a környező vidékekkel is egybeesett, valamint a mai Yakoruda déli részén fekvő területet is magába foglalta. A paradigma ezután azt állítja, hogy Traianus római császár uralkodása alatt a terület közigazgatásilag Philippopoliszhoz került, a császár trákiai urbanizációs projektjeinek következményeként. Másrészt Margarita Tacheva azt javasolta, hogy a római Bessicának nem volt polgári központja, és a Rodope, a Rila és a Strandzha hegység körül helyezkedett el. Majd azzal érvel, hogy a régió közigazgatásilag Philippopoliszhoz tartozott Vespasianus uralkodása alatt, majd később Traianus alatt felosztották és beolvasztották a Scupi, Serdica és Philippopolisz közigazgatási egységekbe. Míg ez a két paradigma uralja a tudományos életet, egy harmadik, Peter Delev által bemutatott elmélet azt állítja, hogy Bessica-nak a Rila-hegység északi lábánál volt a központja, és a terület további része a Rodope hegységen kívül helyezkedett el.

## Történelmük
Hérodotosz szerint a Bésszoszok a Szatrák egyik altörzse vagy ága voltak, amely szorosan kötődött Dionüszosz kultuszához, és az Istennő szavainak értelmezéséért volt felelős az istenség szentélyében, amely a törzs által lakott föld legmagasabb csúcsain helyezkedett el. A Bésszoszok prófétai szerepe a kultuszukban sok tudóst arra engedett következtetni, hogy eredetileg talán egy papi kasztot képviseltek a Szatra törzs nagyobb csoportján belül, és hogy a közösséghez való tartozás szorosan összefonódott kultikus szerepükkel és Dionüszosz szentélyének fenntartásával.
Kr. e. 340 körül Antipatrosz és Parmenion makedón hadvezérekről feljegyezték, hogy katonai hadjáratokat folytattak a Tetrakomán földjén, II. Fülöpnek Makedón király a különböző trák nemzetségek ellen vezetett hadjárata során. Sztrabón úgy vélte, hogy a fent említett törzsi csoportok azonosak voltak a Bésszoszokkal, akiket szintén Tetrakoma néven említ.  A források modern olvasata szerint azonban lehetséges, hogy a Tetrakomaiak és más, a Bésszoszokkal kapcsolatba hozott trák csoportok eredetileg kisebb törzsek voltak, amelyek később egy Bésszoszok vezette törzsi konglomerátum részévé váltak, másrészt az is lehetséges, hogy a Bésszoszok törzsi elnevezés (és annak változatai) később nem hordozott valódi etnikai jelentést, és a klasszikus források a délnyugat-trákiai magaslatokat lakó különböző trák törzsekre egyaránt alkalmazták.
Hasonlóképpen, a Dii-kről úgy vélik, hogy a Bésszoszokkal rokonok, mivel az idősebb Plinius a Diobessoi népnevet jegyzi fel. Később, Kr. e. 184-ben vagy 183-ban a Bésszoszok azon trák törzsek között tűnnek fel, amelyeket V. Fülöp makedón király támadott meg. A makedón királynak sikerült benyomulnia a Hébrosz völgyébe, és elfoglalta Philippopoliszt, ahol helyőrséget állított fel, amelyet később az Odriaiak űztek el.
A Bésszoszok a történelemben a terjeszkedő római állammal való konfliktusaikban és a római Macedónia Provincia i. e. 146-ban történt megalakulásában nyerték el legnagyobb jelentőségüket. Kr. e. 106 és 100 között a Bésszoszok fegyveres konfliktusba kerültek Marcus Minucius Rufus konzullal, aki a trákok elleni hadjárataiban olyannyira kitűnt, hogy Delpho népe lovas szobrot emelt a tiszteletére. A szobor kétnyelvű feliratot viselt, amely a konzulnak a kelta Scordisci törzs és a "Bésszoszok és a többi trák ellen aratott győzelmét" jegyezte fel. (pros Bessous [k]ai tous loipous Thrai[kas]) Egy gyakorlatilag ugyanilyen szobor felállítását Europusban is feljegyezték. E szobrok eltérő elhelyezkedése arra utal, hogy a konfliktus földrajzilag széleskörű volt, és a Bésszoszok katonai mobilitásáról is tanúskodik, a feliratok a Bésszoszok bemutatásában is változást mutatnak, akiket a trákok közül a legerősebbnek ábrázolnak.
Kr. e. 72-ben, miután VI. Mithridatész Eupator és seregei visszavonultak Bithüniába, Trákia Macedónia prokonzuljának, Marcus Terentius Varro Lucullusnak a kezébe került, aki hadjáratot indított a trákok ellen, és leigázta a Bésszoszokat, valamint elfoglalta Uscudama települést ami az egyik Bésszosz törzsi központ volt.
Kr. e. 29-8-ban Marcus Licinius Crassus elvette a Bésszoszok szentélyét, és a Bésszoszokkal riválisainak és a rómaiakkal szövetséges, az Odriaiaknak adta. Válaszul Vologaesus pap Kr. e. 15 körül összefogta a Bésszoszokat, és számos katonai győzelmet aratott az Odriai nemesek, Rhascyporis és Rhoemetacles ellen. Ez a konfliktus tovább erősíti azt a tézist, hogy a Bésszoszok identitása a teljes római leigázás előtt erősen kötődött és gyökerezett Dionüszosz szentélyéhez, és hogy a szomszédos rómabarát trákokkal való rivalizálásuk megerősítette ezt a törzsi és földrajzi identitást. Appianus szerint a Bésszoszok megadták magukat Augustusnak.
A rómaiakkal való szembenállásuk eredményeként a Bésszoszok ábrázolása megváltozott, ami a harcias és rabló természetüket hangsúlyozta. Sztrabón úgy említi a törzset, hogy "Rablók akiket még a rablók is rablónak neveznek". A Bésszoszok sztereotipikus képe a trákiai őslakosok egészére is jellemzővé vált, amint azt egy Kr. u. II. századi, a Hispania Tarraconensisben található Váliából származó falfestmény is bizonyítja, amely egy ésszoszt ábrázol más, a rómaiak számára egzotikus népek mellett. A Bésszoszok etnonimája egyre kevésbé kapcsolódott a törzshöz és eredeti földrajzi elhelyezkedésükhöz, hanem általánossá vált a balkán déli részén élő, vagy pásztorkodó népekre, hasonló képpen mint jóval késöbb a Vlach szó, azzal a különbséggel, hogy ez specifikusan a balkán déli részén elő népet jelent.
A rómaiakkal való konfliktusaik következtében a Bésszoszok egy részét erőszakkal áttelepítették Dobrudzsa vidékére, és a költő Ovidius feljegyzett egy Konstanca közelében élő Bésszosz közösséget. Az epigráfiai elemzések szerint a római császári haditengerészetben mintegy 40-50 Bessi vagy Bessus népnevet viselő személy szerepelt, míg a szárazföldi segédhadseregben 22, az equites singulares Augusti kötelékében 5-7, a pretoriánus gárdában pedig még kevesebb. A Bésszoszok jelentős jelenlétének egyik magyarázata a haditengerészetben az lehet, hogy a Dobrudzsába áttelepített ágból származnak, és így hozzászoktak a hajózáshoz; az a tény azonban, hogy a Bésszoszok nem értek el magas rangokat a haditengerészetben, arra utal, hogy valószínűleg nem rendelkeztek korábbi tapasztalattal a hajózás terén. Így lehetséges, hogy a Bésszoszok jelenléte egyszerűen a nagyobb népességszámnak tulajdonítható a Néró és Domitianus alatti tömeges toborzás idején, amikor az utóbbi éppen egy dáciai háborúra készült. A  tudomány jelen állása szerint azonban, a római korban a Bésszosz a Dunától délre élő összes trák szinonimájává vált, és így a törzsnév nem hordozott etnikai jelentést. Ezért írta a bizánci szerző, Kekaumenosz, hogy a Vlachok (a románok ősei) Bésszoszok, akik a Duna és a Száva alatti szülőföldjükről vándoroltak délebbre be Epirusba, Macedóniába és a Hellászba.

## Fordítás
Ez a szócikk részben vagy egészben  a   Bessi című angol Wikipédia-szócikk ezen változatának fordításán alapul.  Az eredeti cikk szerkesztőit annak laptörténete sorolja fel. Ez a jelzés csupán a megfogalmazás eredetét és a szerzői jogokat jelzi, nem szolgál a cikkben szereplő információk forrásmegjelöléseként.

## A Kereszténység Felvétele
A 4. század vége felé Remesianai Nikétasz, a dunától délre fekvő Dácia püspöke vitte el az evangéliumot "azoknak a hegyi farkasoknak", a Bésszoszoknak. Állítólag küldetése sikeres volt, és Dionüszosz és más trák istenek imádatát végül felváltotta a kereszténység.
570-ben Antoninus Placentius azt írta, hogy a Sínai-hegy völgyeiben volt egy kolostor, amelyben a szerzetesek görögül, latinul, szírül, egyiptomiul és bésszoszul beszéltek. A kolostorok eredetét egy középkori hagiográfia magyarázza, amelyet Simeon Metaphrastes írt a Vita Sancti Theodosii Coenobiarchae című művében, amelyben azt írja, hogy Szent Theodosius a Holt-tenger partján alapított egy kolostort négy templommal, amelyek mindegyikében más-más nyelvet beszéltek, köztük a bésszoszt. A helyet, ahol a kolostorokat alapították, "Cutilának" nevezték, ami egy trák név lehet. Ezzel a bésszoszok nyelve maradt az utolsó beszélt Trák nyelv ami a 6.-7. századik maradhatott fent a kolostorban.